# Má Vlast

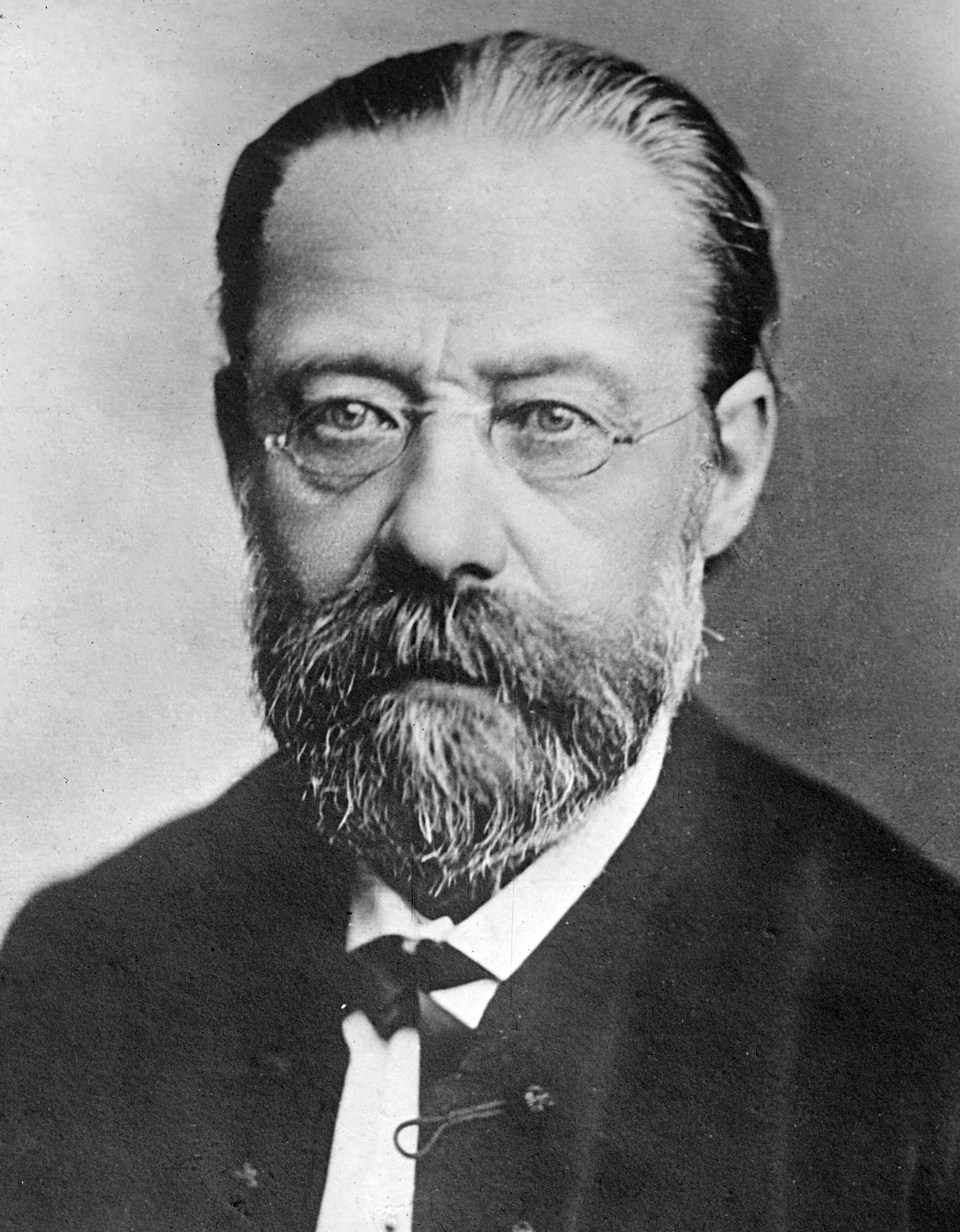
Bedřich Smetana

Má Vlast (em checo, Minha Terra) é um conjunto de seis poemas sinfônicos escritos por Bedřich Smetana. De inspiração nacionalista, este poema tem por objetivo retratar cenas da região da Boémia, de onde o compositor era oriundo. 
Embora seja frequente apresentar a obra como um poema sinfónico de seis andamentos, e, com a exceção de Vltava, ser quase sempre gravada assim, as seis peças foram concebidas como obras individuais. A estreia das obras foi feita em 1875 e 1880; a estreia do conjunto completo ocorreu em 5 de novembro de 1882 no Palácio Žofín, em Praga, sob direção de Adolf Čech, que também foi o maestro na estreia de duas delas apresentadas individualmente.
Os poemas sinfônicos, são, por ordem:
- Vyserhad
- Vltava (O Moldava)
- Šárka
- Z českých lůhu a hájů (Das florestas e bosques da Boêmia)
- Tábor
- Blaník